# Timebelle
Timebelle est un groupe musical suisse constitué de Miruna Manescu, Samuel Forster et Emanuel Daniel Andriescu. Il représente la Suisse au Concours Eurovision de la chanson 2017 mais est éliminé lors de la deuxième demi-finale le 11 mai en terminant à la 12e place.